# Tyiszuli járás
A Tyiszuli járás (oroszul Тисульский район) Oroszország egyik járása a Kemerovói területen. Székhelye Tyiszul. A régió a populáris kultúrában is megjelent, főként a "Tyiszuli hercegnő" néven ismert áltudományos összeesküvés-elmélet révén, amely számos spekuláció és mítosz alapjává vált.

## Népesség
- 1989-ben 34 707 lakosa volt.
- 2002-ben 28 471 lakosa volt.
- 2010-ben 25 045 lakosa volt, melynek 94,1%-a orosz, 3%-a tatár, 1,1%-a német, 0,4%-a örmény, 0,4%-a ukrán stb.